# 가희 (연호)
가희(嘉熙, 1237년 ~ 1240년)는 남송 이종(理宗) 조윤(趙昀)의 네번째 연호이다. 4년 가량 사용하였다.

## 개원
- 단평(端平) 3년 12월 19일[1](율리우스력 1237년 1월 17일)에 연호를 가희(嘉熙)로 정하고, 다음 해 1월 1일[2](율리우스력 1237년 1월 28일)에 개원함.[3][4][5]

- 가희(嘉熙) 4년 10월 3일[6](율리우스력 1240년 10월 19일)에 연호를 순우(淳祐)로 정하고, 다음 해 1월 1일[7](율리우스력 1241년 2월 13일)에 개원함.[3][8][9][5]

## 연대 대조표
| 가희 | 서기(西紀) | 간지(干支) |
| 원년 | 1237년     | 정유(丁酉) |
| 2년  | 1238년     | 무술(戊戌) |
| 3년  | 1239년     | 기해(己亥) |
| 4년  | 1240년     | 경자(庚子) |

## 동시대 연호

### 중국
대리국(大理國)
- 인수(仁壽) (1227년 ~ 1238년)
- 도륭(道隆) (1239년 ~ 1251년)

### 베트남
- 티엔응찐빈(天應政平) (1232년 ~ 1251년)

### 일본
- 가테이(嘉禎) (1235년 ~ 1238년)
- 랴쿠닌(曆仁) (1238년 ~ 1239년)
- 엔오(延應) (1239년 ~ 1240년)
- 닌지(仁治) (1240년 ~ 1243년)

## 같이 보기
- 중국의 연호 목록